# Arcey (Doubs)
Arcey település Franciaországban, Doubs megyében. Lakosainak száma 1491 fő (2022. január 1.). Arcey Villers-sur-Saulnot, Montenois, Onans, Saint-Julien-lès-Montbéliard, Sainte-Marie, Saulnot, Gémonval, Désandans és Échenans községekkel határos.

## Népesség
A település népességének változása:
| Lakosok száma | 652  | 1071 | 1101 | 1332 | 1439 | 1434 | 1441 | 1468 | 1481 | 1491 |
|               | 1968 | 1982 | 1990 | 2006 | 2013 | 2015 | 2017 | 2019 | 2020 | 2022 |